# Pilastar
Pilastar (engleski: pilaster od talijanskog: pilastro, francuski: pilastre, talijanski: parasta, pilastro ili lasena) je plitka vertikalna istaka na zidu, pretežito dekorativne funkcije, pa se zbog toga razlikuje od potpornja koji ima nosivu funkciju.

## Karakteristike
Kao i stup, pilastar se dijeli na stopu, stablo stupa i kapitel. Pilastar je uvijek pravokutnog oblika, pa se po tome razlikuje od polustupa, koji ima polukružni presjek.

## Povijest
Starogrčka anta bila je uzor za razvoj rimskog pilastra, ali je između njih postojala značajna razlika, jer je anta služila u konstrukcijske svrhe kao nosač na boku hrama, i nije slijedila stil ostalih stupova u hramu. U rimskoj klasičnoj arhitekturi pilastri su slijedili stil susjednih stupova.
U starorimskoj arhitekturi pilastar je vremenom dobivao sve veću dekorativnu ulogu, a sve se manje koristio kao konstrukcijski arhitektonski element, kojim se nastojao razigrati inače prazan prostor zida.
Zid velikog četverokatnog rimskog amfiteatra Koloseja izgrađen u 1. stoljeću, izvrstan je primjer na koji su način Rimljani koristili pilastar. Širenjem renesansne arhitekture iz Italije u Francusku i Englesku, pilastri postaju izuzetno popularni kao dekoracija kako na vanjskim tako i po unutarnjim zidovima.Dekorativni pilastri pojavljuju se i u kasnijim stilskim razdobljima od baroka sve do neoklasicizma.

## Galerija primjera uporabe pilastra
- Pilastri na rimskom Koloseumu
- Pilastri na rimskom Panteonu
- Pilastri na pariškoj operi
- Pilastri na zgradi suda u Sidneyu

## Vanjske poveznice
- (engl.) Pilaster na portalu Encyclopædia Britannica